# آکسفورد (فلوریدا)
آکسفورد (به انگلیسی: Oxford) یک منطقهٔ مسکونی در ایالات متحده آمریکا است که در شهرستان سومتر، فلوریدا واقع شده‌است. آکسفورد ۳۲٫۰ متر بالاتر از سطح دریا واقع شده‌است.